# Náberezhni (Pávlovskaya, Krasnodar)
Náberezhni (del ruso: Набережный) es un posiólok del raión de Pávlovskaya del krai de Krasnodar, en Rusia. Está situado en la orilla izquierda del Chelbas, 15 km al suroeste de Pávlovskaya y 120 km al nordeste de Krasnodar, la capital del krai. Tenía 314 habitantes en 2010.
Pertenece al municipio Srednechelbaskoye.